# Мокрецово (Вологодская область)
Мокрецово — деревня в Никольском районе Вологодской области.
Входит в состав Краснополянского сельского поселения, с точки зрения административно-территориального деления — в Краснополянский сельсовет.
Расстояние до районного центра Никольска по автодороге — 5 км. Ближайшие населённые пункты — Соколово, Коныгино, Животово.
По переписи 2002 года население — 75 человек (42 мужчины, 33 женщины). Всё население — русские.
В деревне родился Герой Советского Союза Николай Алексеевич Пьянков